# Liste der Kulturdenkmäler in Heßheim
In der Liste der Kulturdenkmäler in Heßheim sind alle Kulturdenkmäler der rheinland-pfälzischen Ortsgemeinde Heßheim aufgeführt. Grundlage ist die Denkmalliste des Landes Rheinland-Pfalz (Stand: 18. Juli 2022).

## Einzeldenkmäler
| Bezeichnung                        | Lage                               | Baujahr                            | Beschreibung | Bild                           |
| ---------------------------------- | ---------------------------------- | ---------------------------------- | --- | ------------------------------ |
| Grabmal                            | Alte Straße, auf dem Friedhof Lage | 1911                               | Grabmal E. Gärtner († 1911), monumentales Gusssteinkreuz von E. Glückstein, Frankenthal | BW                             |
| Hofanlage                          | Bleichstraße 1 Lage                | 1849                               | Hofanlage; großvolumiger Putzbau, Krüppelwalmdach, 1849 | BW                             |
| Kriegerdenkmal                     | Friedhofstraße Lage                | Ende des 19. Jahrhunderts          | Kriegerdenkmal 1866 und 1870/71, Sandsteinpfeiler | BW                             |
| Katholische Pfarrkirche St. Martin | Friedhofstraße 13 Lage             | 1753–58                            | Saalbau, 1753–58; Westturm 12. Jahrhundert, oberstes Geschoss und querhausartige Erweiterung 1958, Architekt Wilhelm Schulte II., Neustadt an der Weinstraße; mit Ausstattung | weitere Bilder Fotos hochladen |
| Spolie                             | Hauptstraße, an Nr. 20 Lage        | 1748                               | Bäckerbrezel, bezeichnet 1748 | BW                             |
| Rathaus                            | Hauptstraße 21 Lage                | 16. Jahrhundert                    | ehemaliges Rathaus; Putzbau unter steilem Satteldach, bezeichnet 1613, im Kern wohl aus dem 16. Jahrhundert, Uhrtürmchenfragment, um 1717; Glocke, 1717 von Heinrich Ludwig Gosmann, Landau | BW                             |
| Torfahrt                           | Hauptstraße, zu Nr. 26 Lage        | zweite Hälfte des 18. Jahrhunderts | barocke Torfahrt, zweite Hälfte des 18. Jahrhunderts | BW                             |
| Schulhaus                          | Hauptstraße 38 Lage                | 1888                               | ehemaliges Schulhaus; siebenachsiger Walmdachbau, 1888 | Fotos hochladen                |
| Protestantische Pfarrkirche        | Hauptstraße 47 Lage                | 1950er Jahre                       | hausartiger Putzbau, oktogonaler Dachturm, 1950er Jahre, Architekt Wilhelm Ecker | weitere Bilder Fotos hochladen |
| Leininger Herrenhof                | Hauptstraße 53 Lage                | 1562                               | ehemaliger Herrenhof der Grafen von Leiningen; große Hofanlage, im Kern von 1562, teilweise modernisiert im 18. Jahrhundert; Wohnhaus: Krüppelwalmdachbau, im Kern aus dem 16. Jahrhundert, barock überformt; barockes Nebengebäude; Scheune, 18. Jahrhundert; Toranlage, bezeichnet 1745; zugehörig in der Lambsheimer Straße ähnlich aufgebaute Toranlage, teilweise ursprüngliche Umfassungsmauer | Fotos hochladen                |
| Katholischer Pfarrhof              | Kirchenstraße 10/12 Lage           | um 1600                            | Erdgeschoss des Wohnhauses um 1600, Obergeschoss, teilweise Fachwerk, Dachstuhl und Krüppelwalmdach aus dem 18. Jahrhundert; bauzeitliche Scheune (Nr. 10), Nebengebäude und Torfahrt | BW                             |